# Zhang Miao (cyclisme)
Dans ce nom chinois, le nom de famille, Zhang, précède le nom personnel.
Pour les articles homonymes, voir Zhang Miao et Zhang.
Zhang Miao (né le 12 août 1988 à Binzhou) est un coureur cycliste chinois. Champion d'Asie de vitesse individuelle et du kilomètre en 2010 et de vitesse par équipes en 2011 et 2012, il a représenté la Chine aux Jeux olympiques de 2012.

## Palmarès

### Jeux olympiques
- Londres 2012
  - 6e de la vitesse par équipes
  - 13e de la vitesse individuelle
  - 17e du keirin

### Championnats du monde
- Pruszków 2009
  - 15e du kilomètre
- Copenhague 2010
  - 4e de la vitesse par équipes
  - 6e du kilomètre
  - 15e de la vitesse individuelle
- Apeldoorn 2011
  - 8e de la vitesse par équipes
  - Seizième de finale de la vitesse individuelle
- Melbourne 2012
  - 5e de la vitesse par équipes
  - 11e du kilomètre
  - Seizième de finale de la vitesse individuelle
- Minsk 2013
  - 8e de la vitesse par équipes
- Cali 2014
  - 12e de la vitesse par équipes

### Coupe du monde
- 2009-2010
  - 1er du keirin à Pékin
  - 1er de la vitesse par équipes à Pékin (avec Cheng Changsong et Zhang Lei)
- 2010-2011
  - 3e de la vitesse par équipes à Pékin
  - 3e de la vitesse individuelle à Pékin
- 2011-2012
  - 2e de la vitesse par équipes à Pékin
- 2019-2020
  - 3e de la vitesse par équipes à Milton

### Championnats d'Asie
- Charjah 2010
  -  Médaillé d'or de la vitesse individuelle
  -  Médaillé d'or du kilomètre
  -  Médaillé d'argent de la vitesse par équipes
- Nakhon Ratchasima 2011
  -  Médaillé d'or de la vitesse par équipes
  -  Médaillé d'argent de la vitesse individuelle
  -  Médaillé d'argent du keirin
- Kuala Lumpur 2012
  -  Médaillé d'or de la vitesse par équipes
- Jincheon 2020
  -  Médaillé d'argent de la vitesse par équipes